# 스타라류보브냐

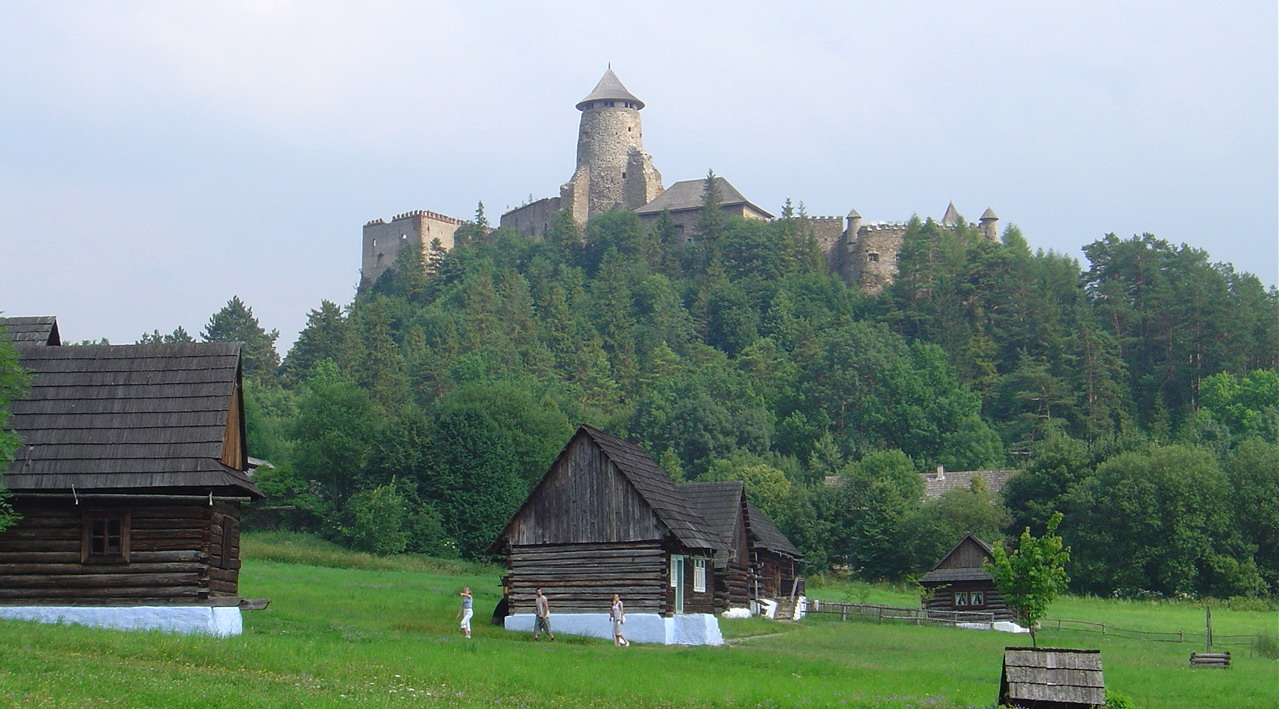
스타라류보브냐 성과 야외 민속 박물관

스타라류보브냐(슬로바키아어: Stará Ľubovňa, 독일어: Altlublau 알틀루블라우[*], 헝가리어: Ólubló 올루블로[*])는 슬로바키아 북동부 프레쇼우 주에 위치한 도시로 면적은 30.79km2, 높이는 545m, 인구는 16,363명(2005년 12월 31일 기준), 인구 밀도는 531명/km2이다.
폴란드 국경에서 남쪽으로 15km, 고타트리산맥에서 동쪽으로 30km 정도 떨어진 곳에 위치하며 포프라트강 연안과 접한다. 1292년 문헌에서 처음 등장했으며 1364년에는 헝가리 왕실로부터 자유 도시 칭호를 받았다.